# Loc-Brévalaire
Loc-Brévalaire (tiếng Breton: Loprevaler) là một xã của tỉnh Finistère, thuộc vùng Bretagne, miền tây bắc Pháp.

## Dân số
Người dân ở Loc-Brévalaire được gọi là Brévalairiens.